# Michael John Giles
Michael John Giles, més conegut com a Johnny Giles, (Dublín, 6 de novembre 1940) fou un futbolista irlandès.
Giles es formà a l'equip de futbol base de Dublín Stella Maris Football Club i més tard marxà a Anglaterra al Manchester United FC (1957), on jugà al costat d'homes com Bobby Charlton i Denis Law. L'any 1963 guanyà la copa anglesa. Fou transferit al Leeds per £33.000 on formà un gran mig del camp al costat de Billy Bremner.
Al Leeds, la temporada 1967-1968 guanyà la copa de la lliga i la Copa de Fires. Repetí Copa de Fires el 1971 i guanyà la FA Cup el 1972 i dues lligues: 1968–69 i 1973–74. En total jugà 12 anys a l'equip, jugant 521 partits i marcant 114 gols.
El 1975 fitxà pel West Bromwich Albion on fou jugador-entrenador. També fou entrenador del Shamrock Rovers fins al 1982.
Fou escollit Golden Player de la UEFA com el millor futbolista del país dels darrers 50 anys. El 1998 fou escollit per la Football League a la llista de les 100 llegendes del futbol anglès.